# Raoul Ruttiens
Raoul Ruttiens (Bruxelles, 4 août 1886 - 1965) est un juriste, poète et écrivain belge, connu en littérature sous le pseudonyme de Léon Marsant. Il fut aussi après la Première Guerre mondiale le directeur de la petite maison d'édition La Soupente qui publia notamment les œuvres de l'auteur anarchiste libertaire André Baillon. Il fut l'ami, le défenseur et l'éditeur d'un autre écrivain anarchiste, Georges Eekhoud.
Il commence sa carrière juridique au barreau de Bruxelles. Fin 1923, il quitte le barreau et arrive à Beauraing où il est employé aux fours à chaux de Beauraing. La situation instable de l'entreprise le pousse à réintégrer le barreau, à Dinant. En 1931, il entre alors dans la magistrature comme juge au Tribunal de Première Instance de Dinant. Il succède ensuite à Paul Servais comme juge de paix à Beauraing (1941-1956).

## Écrivain et mentor
Il est principalement connu pour ses œuvres littéraires. Il écrit des ouvrages de droit édités chez Bruylant ainsi que des textes et poèmes. Broer Frustel, Nore ou encore Notre-Dame de la Vérité. Il a également laissé certains récits touchant à l'activité locale de Beauraing, dont les premiers mois de la guerre à Beauraing, sa captivité comme otage ou encore les apparitions mariales de Beauraing. Le père Camille-Jean Joset, l'historien des apparitions, a analysé plusieurs de ses écrits y consacrés.
Plusieurs intellectuels beaurinois furent influencés et encouragés par cet homme. Il fit partie du comité de soutien à Georges Eekhoud peu après la Première Guerre mondiale.

## Implication à Beauraing
En dehors de ses activités professionnelles et littéraires, Raoul Ruttiens fut aussi candidat libéral aux élections communales de Beauraing en 1926. Il prit aussi pendant un certain nombre d'années la présidence de l'harmonie royale les Échos de la Famenne.
En 1940, lors de l'arrivée des troupes allemandes à Beauraing, il assure officieusement la fonction de bourgmestre de l'endroit. L'ensemble du Collège échevinal avait alors disparu en exil.

## Œuvres
Domaine du droit.
- Les traces dans les affaires criminelles,	Imprimerie La Meuse, 1908 (809p.)
- Les codes et les lois spéciales les plus usuelles en vigueur en Belgique. Avec les Arrêtés Royaux complémentaires et des notes de concordance et de jurisprudence utiles à l'interprétation des textes  2 Volumes en collaboration avec Jean Servais, E. Mechelynck, Jean Blondiaux  et Jean Masquelin, Bruylandt, Bruxelles 1956.

Autres.
- Biographie du peintre Louis Titz,  Nos artistes, Édition de Savoir et Beauté, Revue d'Art et Enseignement, 1923.
- Notre Dame de la Vérité (œuvre religieuse), Éditions Edouard Aubanel, Beauraing 1959.